# (10451) 1975 SE
1975 أس إي (ويعرف أيضًا باسم (10451) 1975 أس إي وفق تسمية الكوكب الصغير) (بالإنجليزية: 1975 SE)‏ هو كويكب ضمن حزام الكويكبات؛ وترتيبه 10451 من حيث الاكتشاف.
اكتُشف هذا الجُرم الفلكي بواسطة Henry L. Giclas ‏ في 28 سبتمبر 1975.

## وصلات خارجية
- (10451) 1975 SE في قاعدة بيانات مختبر الدفع النفاث لأجرام النظام الشمسي الصغيرة

- الاكتشاف · مخطط المدار ·  العناصر المدارية · المعلمات المادية

- (10451) 1975 SE على موقع ويكي سكاي: DSS2, SDSS, GALEX, IRAS, Hydrogen α, X-Ray, Astrophoto, Sky Map, Articles and images